# Ład serca
Ład serca – powieść Jerzego Andrzejewskiego opublikowana najpierw w czasopiśmie „Prosto z Mostu” w 1937, a następnie w postaci książkowej w 1938.
Akcja powieści rozgrywa się w ciągu jednej nocy w białoruskiej wiosce, w której splatają się losy kilkorga ludzi, którzy muszą dokonać wyboru pomiędzy dobrem a złem. Głównym bohaterem jest katolicki ksiądz Siecheń, rozdarty wewnętrznie, próbujący wypełniać swoją rolę duszpasterza, wbrew słabości ludzi i niepojętości wyroków boskich. Bohater jest bezsilny i nie pojmuje działań opatrzności, stara się jednak utrzymać swoją wiarę.
Powieść porusza temat łaski i predestynacji do zbawienia, co sytuuje ją w metafizycznym nurcie prozy dwudziestolecia oraz zbliża do poglądów jansenistycznych. Krytyka wskazywała na podobieństwo Ładu serca z utworami Georges’a Bernanosa i François Mauriaca. Postrzegano powieść jako pierwszy polski utwór nawiązujący do rozwijającego się w Europie nurtu humanizmu katolickiego. Niektórzy z recenzentów ganili natomiast Ład serca za niezgodność z zasadami katolicyzmu – wskazywali na to, że zło w utworze jest znacznie mocniej akcentowane niż łaska i opieka Boga.
W 1938 roku utwór zajął pierwsze miejsce w plebiscycie „Wiadomości Literackich”, powieść zdobyła również Nagrodę Młodych Akademii Literatury, oraz zyskała Andrzejewskiemu opinię pisarza katolickiego. Z kolei Czesław Miłosz w Zniewolonym umyśle interpretuje tę powieść, nie jako wyraz autentycznych przekonań autora, ale jako realizowanie pewnej konwencji wzniosłości. Sam Andrzejewski po latach przyznawał, że w katolicyzmie próbował odnaleźć sens rzeczywistości, nie zdołał jednak do końca zaakceptować zasad tej religii.